# Susan Kare
Susan Kare (née le 5 février 1954) est une artiste et  graphiste qui a créé de nombreux éléments d'interface et des polices de caractères pour la série d'ordinateurs Apple Macintosh dans les années 1980. Elle fut également directrice artistique (et l'une des premières employées) chez NeXT, l'entreprise que Steve Jobs fonde après avoir quitté Apple en 1985. Elle a travaillé chez Microsoft et IBM et plus récemment pour Pinterest et Facebook.

## Formation
Susan Kare est née à Ithaca. Elle est diplômée de la Harriton High School en 1971, elle obtient son B.A. en Arts avec les félicitations au Mount Holyoke College in 1975, et son doctorat à l'université de New York en 1978. Ensuite, elle déménage à San Francisco et travaille pour le musée des beaux-arts de San Francisco,.

## Carrière chez Apple
Au début des années 1980, Susan Kare rejoint Apple, après avoir reçu un appel d'un camarade de lycée Andy Hertzfeld, membre de l'équipe qui développe le design du Macintosh d'origine,,,. Elle commence à travailler chez Apple en 1982. Elle est initialement embauchée dans le groupe de développement logiciel, pour concevoir l'interface graphique et les polices de caractères; sur sa carte de visite on peut lire : "Artiste de l'interface humaine Macintosh". Plus tard, elle devient directrice artistique au département "Apple Creative Services" où elle travaille auprès du directeur de cette organisation, Tom Suiter.
Elle est la créatrice de nombreux caractères, icônes et supports marketing originaux pour le système d'exploitation Macintosh d'origine. Les traces de son travail novateur sont encore visibles dans de nombreux outils et accessoires d’infographie, notamment des icônes telles que le Lasso, le Grabber et le Paint Bucket. Les concepts visuels qu'elle a inventé ont créé le premier langage visuel pour le nouveau système "pointer-et cliquer" d'Apple.
Susan Kare a été l'une des pionnières du pixel art. Parmi ses créations les plus connues pour Apple : la police de caractères Chicago (la police d’interface utilisateur la plus en vue dans les interfaces Mac OS Classic, du System 1 en 1984 à Mac OS9 en 1999, ainsi que celle utilisée au cours des quatre premières générations de l'interface Apple iPod), la police Geneva, la fonte monospace originale Monaco. Elle crée notamment la première icône de la future mascotte des développeurs Macintosh : the Dogcow, qui fait partie de la police Cairo et représente un petit chien, ainsi que l'icône "Happy Mac" (l'ordinateur souriant qui accueille les utilisateurs Mac lors du démarrage de leurs machines) et le symbole de la touche de commande sur les claviers Apple,.

## Carrière après Apple
Après avoir quitté Apple, Susan Kare rejoint NeXT en tant que designeuse, travaillant avec des clients tels que Microsoft et IBM. Ses projets pour Microsoft comprennent le jeu de cartes pour le jeu de solitaire de Windows 3.0,, ainsi que de nombreuses icônes et éléments de design pour Windows 3.0. Bon nombre de ses icônes, telles que celles de Notepad et de divers panneaux de contrôle, sont demeurées essentiellement inchangées par Microsoft jusqu'à Windows XP. Pour IBM, elle a produit des icônes et des éléments de design pour OS / 2; pour Eazel (en), elle a fourni une iconographie pour le gestionnaire de fichiers Nautilus.
En 2003, elle devient membre du conseil consultatif de Glam Media (maintenant Mode Media (en)).
Entre 2006 et 2010, elle crée des icônes pour la fonction "Cadeaux" de Facebook. Initialement, les bénéfices des ventes des cadeaux sont reversés à la fondation Susan G. Komen for the Cure (en).
En 2007, elle conçoit l'identité, les icônes et le site Web de Chumby Industries, Inc. et leur réveil activé par Internet dont elle a également conçu l'interface.
Depuis 2008, le magasin du Museum of Modern Art de New York propose des articles de papeterie et des cahiers contenant ses créations. En 2015, le MoMA a également acheté ses cahiers de croquis qui ont conduit aux premières icônes Mac.
En août 2012, Apple l'a appelée en tant que témoin experte dans le cadre de son procès en contrefaçon de brevet contre le concurrent Samsung (voir Apple vs Samsung Electronics).
En 2015, Kare a été embauchée par Pinterest en tant que responsable de la conception de produits. À partir de 2010, elle dirige un cabinet de conception numérique à San Francisco et vend des tirages pour d'œuvres d'art en édition limitée et signés.
En reconnaissance de son travail de designer, Kare a reçu la médaille de l'American Institute of Graphic Arts (en) en avril 2018.
En 2022, le Musée de l'Imprimerie et de la Communication graphique de Lyon a organisé la première rétrospective internationale sur l'œuvre de Susan Kare.

## Vie personnelle
Elle est la sœur de l'ingénieur en aérospatiale Jordin Kare (en) et mère de trois fils.

## Sources
- SVM Mac no 100.